# Isabelle Huppert
Isabelle Anne Madeleine Huppert (phát âm tiếng Pháp: [izabɛl yˈpɛʁ] sinh ngày 16 tháng 3 năm 1953) là một nữ diễn viên tài danh người Pháp. Bà đã tham gia diễn xuất trong hơn 90 phim và xuất phẩm truyền hình. Bà đã 2 lần đoạt Giải nữ diễn viên chính xuất sắc nhất tại Liên hoan phim Cannes (năm 1978 với phim Violette Nozière và 2001 với phim La pianiste - Cô giáo dạy dương cầm. Bà cũng 14 lần được đề cử Giải César về nữ diễn viên xuất sắc nhất và giành chiến thắng 2 lần vào năm 1996 với vai diễn trong phim La Cérémonie - Buổi lễ và vào năm 2017 với vai diễn trong phim Elle, ngoài ra cũng giúp bà nhận được 1 đề cử Giải Oscar cho nữ diễn viên chính xuất sắc nhất đầu tiên trong sự nghiệp.

## Tiểu sử
Huppert sinh tại Paris; cha là Raymond Huppert - kỹ nghệ gia gốc Hungary, mẹ là Annick Beau - giáo viên Anh ngữ. Từ nhỏ bà được mẹ khuyến khích tập diễn xuất và từng tham gia vai thiếu nhi trong vài phim. Sau đó bà theo học tại Nhạc viện Versailles và Học viện Kịch nghệ Quốc gia Paris CNSAD.
Sau thành công bước đầu trong lĩnh vực kịch nghệ, Huppert bắt đầu đóng phim truyền hình năm 1971. Vào năm sau bà xuất hiện trong phim nhựa Faustine et le bel été - Faustine và mùa hè đẹp. Phim kế tiếp Les Valseuses -  Những cô gái nhảy điệu Valse giúp công chúng thêm chú ý đến bà. Vai diễn một nhân viên bưu điện bị tâm thần, giết người trong phim La Cérémonie của đạo diễn Claude Chabrol đã giúp bà đoạt giải Giải César về nữ diễn viên xuất sắc nhất vào năm 1996. Bà đóng vai chính trong phim La Pianiste của đạo diễn Michael Haneke dựa theo tiểu thuyết cùng tên của nữ văn sĩ nước Áo đoạt giải Nobel văn chương năm 2004 - Elfriede Jelinek. Trong phim này, bà đóng vai cô giáo trung niên dạy dương cầm, mắc chứng thị dâm và khổ dâm, có quan hệ tình cảm kỳ dị với cậu học trò trẻ tuổi của mình. Vai diễn này giúp bà đoạt Giải nữ diễn viên chính xuất sắc nhất tại Liên hoan phim Cannes năm 2001. Năm 2004 bà tham gia phim Ma mère - Mẹ tôi - của đạo diễn Christophe Honoré, phim này bị dư luận phê phán nhiều về nội dung tình dục và vô luân của nó. Trong phim bà đóng vai Hélène, một bà mẹ trung niên, hấp dẫn, phóng đãng; có quan hệ loạn luân với cậu con ruột 17 tuổi.
Năm 2012 Isabelle Huppert tham gia trong 2 phim cùng tranh giải Palme d'Or - Cành cọ vàng dành cho Phim xuất sắc nhất của
Liên hoan phim Cannes: Amour - Tình yêu và In Another Country - Ở một đất nước khác. Kết quả công bố là phim Amour đã giành giải thưởng danh giá này.

## Danh mục phim
| Năm  | Tên phim gốc                        | Tên phim (tiếng Anh)                        | Vai diễn                      | Đạo diễn                   | Ghi chú                                                          |
| ---- | ----------------------------------- | ------------------------------------------- | ----------------------------- | -------------------------- | ---------------------------------------------------------------- |
| 1971 | Le Prussien                         |                                             | Elisabeth                     | Jean L'Hôte                | TV film                                                          |
| 1972 | Faustine et le Bel Été              |                                             | Student #2                    | Nina Companéez             | Screened out of competition at the 1972 Cannes Film Festival     |
| 1972 | Figaro-ci, Figaro-là                |                                             | Pauline                       | Hervé Bromberger           | TV film                                                          |
| 1972 | Le Bar de la Fourche                | The Bar at the Crossing                     | Annie                         | Alain Levent               | Entered into the 22nd Berlin International Film Festival         |
| 1972 | César et Rosalie                    | César and Rosalie                           | Marite                        | Claude Sautet              |                                                                  |
| 1973 | Histoire vraie                      |                                             | Adelaïde                      | Claude Santelli            | TV film                                                          |
| 1973 | Le Maître de pension                |                                             | Annie                         | Marcel Moussy              | TV film                                                          |
| 1973 | Le Drakkar                          |                                             | Yolande                       | Jacques Pierre             | TV film                                                          |
| 1973 | Vogue la galère                     |                                             | Clotilde                      | Raymond Rouleau            | TV film                                                          |
| 1974 | Glissements progressifs du plaisir  | Successive Slidings of Pleasure             | Bit                           | Alain Robbe-Grillet        |                                                                  |
| 1974 | Les Valseuses                       | Going Places                                | Jacqueline                    | Bertrand Blier             |                                                                  |
| 1974 | Madame Baptiste                     |                                             | Blanche                       | Claude Santelli            | TV film                                                          |
| 1974 | Plaies et bosses                    |                                             | Patsy Lackan                  | Yves-André Hubert          | TV film                                                          |
| 1974 | L'Ampélopède                        |                                             | La conteuse                   | Rachel Weinberg            |                                                                  |
| 1975 | Sérieux comme le plaisir            | Serious as Pleasure                         | Une fille ramenée à la maison | Robert Benayoun            |                                                                  |
| 1975 | Dupont Lajoie                       | The Common Man                              | Brigitte Colin                | Yves Boisset               | Won the Jury Grand Prix at Berlin                                |
| 1975 | Rosebud                             |                                             | Helene Nikolaos               | Otto Preminger             |                                                                  |
| 1975 | Aloïse                              |                                             | Aloïse as a child             | Liliane de Kermadec        | Entered into the 1975 Cannes Film Festival                       |
| 1975 | Le Grand Délire                     | The Big Delirium                            | Marie                         | Dennis Berry               |                                                                  |
| 1976 | Docteur Françoise Gailland          |                                             | Élisabeth Gailland            | Jean-Louis Bertucelli      |                                                                  |
| 1976 | Le Juge et l'assassin               | The Judge and the Assassin                  | Rose                          | Bertrand Tavernier         |                                                                  |
| 1976 | Je suis Pierre Rivière              | I Am Pierre Riviere                         | Aimée                         | Christine Lipinska         |                                                                  |
| 1976 | Le Petit Marcel                     | Little Marcel                               | Yvette                        | Jacques Fansten            |                                                                  |
| 1977 | La Dentellière                      | The Lacemaker                               | Pomme                         | Claude Goretta             |                                                                  |
| 1977 | Des enfants gâtés                   | Spoiled Children                            | La secrétaire du député       | Bertrand Tavernier         | Uncredited                                                       |
| 1977 | Les Indiens sont encore loin        |                                             | Jenny                         | Patricia Moraz             |                                                                  |
| 1977 | On ne badine pas avec l'amour       | No Trifling with Love                       | Camille                       | Caroline Huppert           | TV film                                                          |
| 1978 | Violette Nozière                    |                                             | Violette Nozière              | Claude Chabrol             |                                                                  |
| 1979 | Scénario de 'Sauve qui peut la vie' |                                             |                               | Jean-Luc Godard            | Short film                                                       |
| 1979 | Retour à la bien-aimée              | Return to the Beloved                       | Jeanne Kern                   | Jean-François Adam         |                                                                  |
| 1979 | Les Sœurs Brontë                    | The Bronte Sisters                          | Anne Brontë                   | André Téchiné              | Entered into the 1979 Cannes Film Festival                       |
| 1980 | Örökség                             | The Heiresses                               | Irène                         | Márta Mészáros             | Entered into the 1980 Cannes Film Festival                       |
| 1980 | Loulou                              |                                             | Nelly                         | Maurice Pialat             | Entered into the 1980 Cannes Film Festival                       |
| 1980 | Sauve qui peut (la vie)             | Slow Motion (UK) Every Man for Himself (US) | Isabelle Rivière              | Jean-Luc Godard            | Entered into the 1980 Cannes Film Festival                       |
| 1980 | Heaven's Gate                       | Heaven's Gate                               | Ella Watson                   | Michael Cimino             |                                                                  |
| 1981 | La Dame aux Camélias                | The Lady of the Camellias                   | Alphonsine Plessis            | Mauro Bolognini            |                                                                  |
| 1981 | Les Ailes de la colombe             | The Wings of the Dove                       | Marie                         | Benoît Jacquot             |                                                                  |
| 1981 | Coup de Torchon                     |                                             | Rose Mercaillou               | Bertrand Tavernier         |                                                                  |
| 1981 | Eaux profondes                      |                                             | Melanie                       | Michel Deville             |                                                                  |
| 1982 | Passion                             | Passion                                     | Isabelle                      | Jean-Luc Godard            | Entered into the 1982 Cannes Film Festival                       |
| 1982 | La Truite                           | The Trout                                   | Frédérique                    | Joseph Losey               |                                                                  |
| 1983 | Storia di Piera                     | The Story of Piera                          | Piera                         | Marco Ferreri              | Entered into the 1983 Cannes Film Festival                       |
| 1983 | Entre Nous                          |                                             | Lena Weber                    | Diane Kurys                | Also known as Coup de foudre                                     |
| 1983 | La Femme de mon pote                | My Best Friend's Girl                       | Viviane                       | Bertrand Blier             |                                                                  |
| 1984 | La Garce                            |                                             | Aline Kaminker/Édith Weber    | Christine Pascal           |                                                                  |
| 1985 | Signé Charlotte                     | Sincerely Charlotte                         | Charlotte                     | Caroline Huppert           |                                                                  |
| 1985 | Sac de noeuds                       |                                             | Rose-Marie Martin             | Josiane Balasko            |                                                                  |
| 1986 | Cactus                              | Cactus                                      | Colo                          | Paul Cox                   |                                                                  |
| 1987 | Milan noir                          |                                             | Sarah                         | Ronald Chammah             |                                                                  |
| 1987 | The Bedroom Window                  |                                             | Sylvia Wentworth              | Curtis Hanson              |                                                                  |
| 1988 | Les Possédés                        | The Possessed                               | Maria Sjatov                  | Andrzej Wajda              |                                                                  |
| 1988 | Une affaire de femmes               | Story of Women                              | Marie                         | Claude Chabrol             |                                                                  |
| 1989 | Seobe                               | Migrations                                  | Dafina Isakovic               | Aleksandar Petrović        |                                                                  |
| 1990 | La vengeance d'une femme            | A Woman's Revenge                           | Cécile                        | Jacques Doillon            |                                                                  |
| 1991 | Malina                              | Malina                                      | The Woman                     | Werner Schroeter           | Entered into the 1991 Cannes Film Festival                       |
| 1991 | Madame Bovary                       |                                             | Emma Bovary                   | Claude Chabrol             |                                                                  |
| 1992 | Après l'amour                       | Love After Love                             | Lola                          | Diane Kurys                |                                                                  |
| 1994 | Amateur                             | Amateur                                     | Isabelle                      | Hal Hartley                |                                                                  |
| 1994 | Navodneniye                         | The Flood                                   | Sofia                         | Igor Minaiev               |                                                                  |
| 1994 | La Séparation                       |                                             | Anne                          | Christian Vincent          |                                                                  |
| 1995 | La Cérémonie                        |                                             | Jeanne                        | Claude Chabrol             |                                                                  |
| 1996 | Les Voyages de Gulliver             | Gulliver's Travels                          | Mistress                      | Charles Sturridge          | TV miniseries                                                    |
| 1996 | Le affinità elettive                | The Elective Affinities                     | Carlotta                      | Paolo and Vittorio Taviani | Screened out of competition at the 1996 Cannes Film Festival     |
| 1997 | Les Palmes de M. Schutz             |                                             | Marie Curie                   | Claude Pinoteau            |                                                                  |
| 1997 | Rien ne va plus                     | The Swindle                                 | Elizabeth/Betty               | Claude Chabrol             |                                                                  |
| 1998 | L'École de la chair                 | The School of Flesh                         | Dominique                     | Benoît Jacquot             | Entered into the 1998 Cannes Film Festival                       |
| 1999 | Pas de scandale                     | No Scandal                                  | Agnès Jeancourt               | Benoît Jacquot             |                                                                  |
| 2000 | La Vie moderne                      | Modern Life                                 | Claire                        | Laurence Ferreira Barbosa  |                                                                  |
| 2000 | La Fausse suivante                  | False Servant                               | La comtesse                   | Benoît Jacquot             |                                                                  |
| 2000 | Saint-Cyr                           | The King's Daughters                        | Madame de Maintenon           | Patricia Mazuy             | Screened in the Un Certain Regard section at Cannes              |
| 2000 | Les Destinées sentimentales         | Sentimental Destinies                       | Nathalie Barnery              | Olivier Assayas            | Entered into the 2000 Cannes Film Festival                       |
| 2000 | Merci pour le chocolat              |                                             | Marie-Claire 'Mika' Muller    | Claude Chabrol             |                                                                  |
| 2000 | Comédie de l'innocence              | Comedy of Innocence                         | Ariane                        | Raúl Ruiz                  |                                                                  |
| 2001 | Médée                               |                                             | Médée                         | Don Kent                   | TV film                                                          |
| 2001 | La Pianiste                         | The Piano Teacher                           | Erika Kohut                   | Michael Haneke             | Entered into the 2001 Cannes Film Festival                       |
| 2002 | 8 femmes                            | 8 Women                                     | Augustine                     | François Ozon              |                                                                  |
| 2002 | Deux                                | Two                                         | Magdalena/Maria               | Werner Schroeter           |                                                                  |
| 2002 | La vie promise                      |                                             | Sylvia                        | Olivier Dahan              |                                                                  |
| 2003 | Le Temps du Loup                    | Time of the Wolf                            | Anne Laurent                  | Michael Haneke             | Screened out of competition at Cannes                            |
| 2004 | Ma mère                             | My Mother                                   | Hélène, the Mother            | Christophe Honoré          |                                                                  |
| 2004 | I Heart Huckabees                   |                                             | Caterine Vauban               | David O. Russell           |                                                                  |
| 2004 | Les Sœurs fâchées                   |                                             | Martine Demouthy              | Alexandra Leclère          |                                                                  |
| 2005 | Gabrielle                           | Gabrielle                                   | Gabrielle Hervey              | Patrice Chéreau            |                                                                  |
| 2006 | L'Ivresse du pouvoir                | Comedy of Power                             | Jeanne Charmant-Killman       | Claude Chabrol             |                                                                  |
| 2006 | Nue Propriété                       | Private Property                            | Pascale                       | Joachim Lafosse            |                                                                  |
| 2007 | L'Amour caché                       | Hidden Love                                 | Danielle                      | Alessandro Capone          |                                                                  |
| 2007 | Médée miracle                       | Medea Miracle                               | Irène / Médée                 | Tonino De Bernardi         |                                                                  |
| 2008 | Home                                | Home                                        | Marthe                        | Ursula Meier               |                                                                  |
| 2008 | Un barrage contre le Pacifique      | The Sea Wall                                | Mother                        | Rithy Panh                 |                                                                  |
| 2009 | Villa Amalia                        |                                             | Ann                           | Benoît Jacquot             |                                                                  |
| 2009 | White Material                      | White Material                              | Maria Vial                    | Claire Denis               |                                                                  |
| 2010 | Copacabana                          | Copacabana                                  | Babou                         | Marc Fitoussi              |                                                                  |
| 2010 | Sans queue ni tête                  |                                             | Alice Bergerac                | Jeanne Labrune             |                                                                  |
| 2010 | Fantastic Mr. Fox                   | Fantastic Mr. Fox                           | Voice of Mrs. Felicity Fox    | Wes Anderson               | French dubbed version. Meryl Streep played the role in original. |
| 2011 | Die Blutgräfin                      |                                             | Maid Hermine                  | Ulrike Ottinger            |                                                                  |
| 2011 | Je ne suis pas une princesse        | My Little Princess                          | Hanna Giurgiu                 | Eva Ionesco                |                                                                  |
| 2011 | Mon pire cauchemar                  |                                             | Agathe                        | Anne Fontaine              |                                                                  |
| 2011 | Captive                             |                                             |                               | Brillante Mendoza          |                                                                  |
| 2012 | Amour                               | Love                                        | Eva                           | Michael Haneke             | Entered into the 2012 Cannes Film Festival                       |
| 2012 | Da-Reun Na-Ra-e-Suh                 | In Another Country                          |                               | Hong Sang-soo              | Entered into the 2012 Cannes Film Festival                       |

## Đánh giá
Trong sự nghiệp điện ảnh Isabelle Huppert được các nhà chuyên môn và công chúng đánh giá rất cao về tài năng. Như nhà phê bình điện ảnh David Thomson: Huppert là một trong những diễn viên xuất sắc nhất của điện ảnh thế giới đương đại. Stuart Jeffries của báo The Observer nhận xét về bà trong phim La Pianiste: "Đây chắc chắn là một vai diễn tuyệt vời nhất trong sự nghiệp diễn xuất vốn đã chói sáng của Huppert

## Gia đình
Isabelle Huppert kết hôn với nhà văn, nhà sản xuất và đạo diễn Ronald Chammah từ năm 1982. Họ có ba con gồm cả nữ diễn viên Lolita Chammah đã đóng chung với mẹ trong phim Copacabana năm 2010.